# Marcel Meyer de Stadelhofen
Marcel Meyer de Stadelhofen (15 mars 1878, Nyon - 3 avril 1973, Genève) est un juriste, tireur sportif et homme politique genevois.

## Biographie
Obtenant son brevet d'avocat et son doctorat à Genève, Marcel Meyer de Stadelhofen est membre du Grand Conseil de Genève de 1918 à 1935, dont il devient le vice-président, puis est nommé juge au tribunal de première instance. 
Tireur sportif, il est membre de l'équipe suisse et remporte les concours individuel et par équipe à la carabine à 300 mètres aux Jeux olympiques intercalaires de 1906. Il est champion du monde par équipe aux trois positions en 1906-1910 1912 et 1914. Membre fondateur du Comité olympique suisse en 1912, il le préside de 1915 à 1921.
Il est le directeur de l'Union cycliste suisse de 1906 à 1909.
Il épouse Anne Louise Marie Jeanne de Torrenté.